# Josef Dobrowsky
Josef Dobrowsky (* 22. September 1889 in Karlsbad, Böhmen; † 9. Januar 1964 in Tullnerbach) war ein österreichischer Maler (Porträt-, Genre- und Landschaftsmalerei).

## Leben
Josef Dobrowsky besuchte zuerst die Wiener Kunstgewerbeschule, von 1906 bis 1919 studierte er dann an der Wiener Akademie der bildenden Künste (unter Christian Griepenkerl und Rudolf Bacher). Das Studium musste er in den Jahren 1911/12, später von 1914 bis 1918, während des Ersten Weltkrieges wegen Militärdiensten unterbrechen. Er erhielt in jener Zeit den Hofpreis und den Rom-Preis.  Seit 1919 war Dobrowsky als freischaffender Künstler tätig und trat der Wiener Secession bei, deren Ehrenmitglied er 1955 wurde. Ab 1934 war er ebenfalls Mitglied der Prager Secession. Von 1946 bis 1963 war er Professor einer Meisterklasse für Malerei an der Akademie in Wien. Bedeutende Künstler wie Alfred Hrdlicka, Josef Mikl und Wolfgang Hollegha sowie Heinrich Maria Hunger waren seine Schüler.
Dobrowsky starb in Tullnerbach, Gemeinde Pressbaum im Wiener Wald, wo er seit 1959 wohnte. 1975 wurde die Dobrowskygasse in Wien-Inzersdorf nach dem Künstler benannt.

## Bedeutung
Josef Dobrowsky war einer der bedeutendsten österreichischen Künstler der Zwischenkriegszeit. In seinem Frühwerk zeigen sich Einflüsse von Gustav Klimt, Albin Egger-Lienz und Ferdinand Hodler, ab 1920 beschäftigte er sich mit der Malerei von Pieter Brueghel dem Älteren. Damals schuf er daher Landschaften und Genreszenen in einer erdigen Farbgebung. Später schuf er hauptsächlich Porträts und Landschaften in einem expressiven Kolorismus, auch bedeutende Aquarelle. Seine Bilder strahlen eine melancholische warme Stimmung aus. Der bisher nicht angemessen gewürdigte Künstler erfährt in letzter Zeit vermehrtes Interesse, was sich in steigenden Preisen seiner Bilder im Kunsthandel niederschlägt.
Vom 17. September 2014 bis zum 18. Januar 2015 fand im  Oberen Belvedere in Wien eine umfassende Ausstellung der Werke Dobrowskys statt.

## Werke
- Mädchen mit Kappe (Wien, Leopold Museum, Inv. Nr. 338), Öl auf Leinwand, 60 × 50,4 cm
- Donaulände in Ybbs (Wien, Leopold Museum, Inv. Nr. 78), Öl auf Karton, 46 × 59,3 cm
- Mädchen vor Schmuckschatulle (Wien, Leopold Museum, Inv. Nr. 163), 1929, Öl auf Leinwand, 79,2 × 60,3 cm
- Häuser in Karlsbad (Wien, Leopold Museum, Inv. Nr. 40), 1930, Öl auf Leinwand, 73,2 × 92 cm
- Bildnis Frau Dr. L.F. – Frau mit weißer Bluse (Wien, Leopold Museum, Inv. Nr. 38), vor 1937, Öl auf Leinwand, 90 × 73,5 cm
- Frau mit gestreifter Bluse (Wien, Leopold Museum, Inv. Nr. 234), 1943, Öl auf Karton, 90,3 × 70,2 cm

## Auszeichnungen
- 1932 Goldene Staatsmedaille
- 1949 Preis der Stadt Wien für Malerei und Graphik
- 1949 Ehrenmedaille der Bundeshauptstadt Wien
- 1959 Ehrenkreuz für Wissenschaft und Kunst I. Klasse
- 1962 Großer Österreichischer Staatspreis für Bildende Kunst